# Міду
25°20′37″ пн. ш. 100°29′15″ сх. д. / 25.34369° пн. ш. 100.48746° сх. д.
Міду (кит. 弥渡县, пін. Mídù Xiàn) — один із повітів КНР у складі Далі-Байської автономної префектури, провінція Юньнань. Адміністративний центр — містечко Мічен.

## Географія
Міду лежить на висоті близько 1670 метрів над рівнем моря на заході Юньнань-Гуйчжоуського плато.

### Клімат
Повіт знаходиться у зоні, котра характеризується океанічним кліматом субтропічних нагір'їв. Найтепліший місяць — червень із середньою температурою 22,2 °C. Найхолодніший місяць — січень, із середньою температурою 9.5 °С.
| Клімат повіту Міду      | Клімат повіту Міду | Клімат повіту Міду | Клімат повіту Міду | Клімат повіту Міду | Клімат повіту Міду | Клімат повіту Міду | Клімат повіту Міду | Клімат повіту Міду | Клімат повіту Міду | Клімат повіту Міду | Клімат повіту Міду | Клімат повіту Міду | Клімат повіту Міду |
| Показник                | Січ.               | Лют.               | Бер.               | Квіт.              | Трав.              | Черв.              | Лип.               | Серп.              | Вер.               | Жовт.              | Лист.              | Груд.              | Рік                |
| Середній максимум, °C   | 18,1               | 19,7               | 22,9               | 25,9               | 27                 | 27,1               | 26,5               | 26,7               | 25,6               | 23,8               | 20,6               | 18,2               | 23,5               |
| Середня температура, °C | 9,5                | 11,4               | 14,8               | 18,4               | 21,1               | 22,2               | 21,7               | 21,1               | 19,7               | 17,4               | 12,9               | 9,7                | 16,7               |
| Середній мінімум, °C    | 2,1                | 3,8                | 7                  | 11,2               | 15,7               | 18,3               | 18,2               | 17,3               | 15,9               | 13                 | 7,1                | 3                  | 11                 |
| Норма опадів, мм        | 12.1               | 14.7               | 17.4               | 20.7               | 67                 | 127.7              | 144.8              | 150.7              | 119                | 78.8               | 27.4               | 8.2                | 788.5              |
| Вологість повітря, %    | 61                 | 56                 | 52                 | 52                 | 59                 | 72                 | 79                 | 82                 | 81                 | 77                 | 73                 | 68                 | 67.6               |
| ----------------------- | ------------------ | ------------------ | ------------------ | ------------------ | ------------------ | ------------------ | ------------------ | ------------------ | ------------------ | ------------------ | ------------------ | ------------------ | ------------------ |
| Джерело: data.cma.cn    |                    |                    |                    |                    |                    |                    |                    |                    |                    |                    |                    |                    |                    |